# Ярославский округ
Ярославский округ — административно-территориальная единица Ивановской Промышленной области, существовавшая в 1929—1930 годах.
Ярославский округ был образован 10 июня 1929 года на территории Ярославского, Даниловского, Ростовского, части Пошехоно-Володарского, Рыбинского, Угличского уездов Ярославской губернии и части Нерехтского уезда Костромской губернии. Центром округа был назначен город Ярославль.
Округ был разделён на 10 районов:
- Борисоглебский,
- Боровский,
- Гаврилов-Ямский,
- Даниловский,
- Ильинский,
- Любимский,
- Первомайский,
- Ростовский,
- Тутаевский,
- Ярославский.

Председателем окружного исполнительного комитета Совета депутатов трудящихся был М. Ф. Болдырев, ответственными секретарями окружного комитета ВКП(б) — сначала Я. Б. Быкин (Беркович), а с декабря 1929 года И. М. Лидэ.
30 августа 1930 года, постановлением ЦИК и СНК СССР от 23 июля, Ярославский округ, как и большинство остальных округов СССР, был упразднён. Его районы отошли в прямое подчинение Ивановской Промышленной области.